# Боље је умети
Боље је умети је југословенски филм из 1960. године. Режирао га је Војислав Нановић који је написао и сценарио.

## Радња
Дошавши у мало провинцијско место на морској обали, Мане Каракас покушава да унесе мало ведрине у његову учмалу атмосферу. Не разумевши добро Каракаса, један новинар објављује да ће се у том месту одржати фестивал забавне музике. Проблем настаје када дођу певачи и оркестри а Мане треба да потпише уговор тада и открива да је жртва неспоразума.

## Улоге
| Глумац                 | Улога                                |
| ---------------------- | ------------------------------------ |
| Павле Вуисић           | Мане Каракас                         |
| Милена Дравић          | Јола                                 |
| Драган Лаковић         | Дејан Војновић                       |
| Мија Алексић           | Ђока Ђокић                           |
| Блаженка Каталинић     | старија госпођа                      |
| Жарко Митровић         | Видо Марти                           |
| Павле Минчић           | Новинар „Вечерње стреле“             |
| Јовиша Војиновић       | Јагош                                |
| Душан Антонијевић      | Тони Арсењак                         |
| Станко Буханац         |                                      |
| Столе Аранђеловић      |                                      |
| Петар Банићевић        |                                      |
| Деса Берић             |                                      |
| Сабрија Бисер          | Инспектор                            |
| Јелена Бјеличић        |                                      |
| Павле Богатинчевић     | председник жирија                    |
| Мирко Даутовић         |                                      |
| Иван Ђурђевић          |                                      |
| Душан Добровић         |                                      |
| Дирјана Дојић          |                                      |
| Божидарка Фрајт        |                                      |
| Јован Гец              | Шјор Дује                            |
| Светислав Грданички    |                                      |
| Мато Грковић           |                                      |
| Хајрудин Хаџикарић     |                                      |
| Вука Костић            |                                      |
| Ђорђе Крстић           |                                      |
| Миодраг Лазаревић      |                                      |
| Златко Мадунић         |                                      |
| Невенка Микулић        |                                      |
| Мирко Милисављевић     |                                      |
| Предраг Милисављевић   |                                      |
| Ташко Начић            |                                      |
| Милорад Николић        |                                      |
| Милан Панић            | Живко                                |
| Васа Пантелић          | Павлић                               |
| Божидар Павићевић      |                                      |
| Милорад Мајић          | Слепац                               |
| Васо Перишић           |                                      |
| Живојин Петровић       |                                      |
| Душан Почек            |                                      |
| Слободан Симић         |                                      |
| Петар Спајић Суљо      |                                      |
| Јован Стефановић       |                                      |
| Боривоје Стојановић    |                                      |
| Бранка Веселиновић     | секретарица                          |
| Анка Врбанић           |                                      |
| Вука Костић            | Телефонисткиња (као Вукосава Костић) |
| Бојан Адамич           | Диригент                             |
| Милорад Мајић          | Слепац                               |
| Драгомир Бојанић Гидра | Силеџија                             |
| Габи Новак             | Певачица                             |
| Тихомир Петровић       | Певач                                |

Комплетна филмска екипа  ▼
| Редитељ                     | Војислав Нановић    |                                      |
| Сценариста                  | Војислав Нановић    |                                      |
| Продуцент                   | Тамара Тодић        | лајн продуцент                       |
| Композитор                  | Бојан Адамич        |                                      |
| Директор фотографије        | Радош Лужанин       | директор фотографије                 |
| Монтажер                    | Миланка Нановић     |                                      |
| Сценограф                   | Миодраг Николић     |                                      |
| Уметнички директор          | Лазар Стефановић    |                                      |
| Костимограф                 | Анђелка Слијепчевић |                                      |
| Одсек за шминку             | Иван Лалић          | шминкер                              |
| Менаџер продукције          | Момчило Додочић     | вођа снимања                         |
| Менаџер продукције          | Миленко Станковић   | директор филма                       |
| Помоћник режије             | Сабрија Бисер       | помоћник редитеља                    |
| Помоћник режије             | Јелена Марковић     | помоћник редитеља                    |
| Одсек за звук               | Душан Алексић       | тон мајстор                          |
| Одсек за камеру и расвету   | Станко Бајалица     | вођа расвете                         |
| Одсек за камеру и расвету   | Душан Хочевар       | пратилац камере                      |
| Одсек за камеру и расвету   | Радован Климецки    | пратилац камере (као Рајко Климецки) |
| Одсек за камеру и расвету   | Стево Ландуп        | први асистент сниматеља              |
| Одсек за камеру и расвету   | Миодраг Стошић      | фотограф                             |
| Одсек за костим             | Мирослава Матић     | гардеробер                           |
| Одсек за монтажу            | Предраг Стајић      | консултант за боју                   |
| Управљање менаџер локацијом | Петар Галовић       | менаџер локације                     |
| Управљање менаџер локацијом | Драган Марковић     | менаџер локације                     |
| Музички одсек               | Љиљана Поповић      | музички уредник                      |
| Остала екипа                | Љубица Леђанац      | секретар режије                      |